# In falschen Händen
In falschen Händen ist ein Fernsehdrama mit Thrillerelementen von Mark Monheim aus dem Jahr 2022.

## Handlung
Die Modedesignerin Nika Wagner und die vereinsamt lebende Manu begegnen sich zufällig auf einem Spielplatz. Während Nika durch ein berufliches Telefonat abgelenkt ist, klettert ihr sechsjähriger Sohn Leon auf das Dach des Spielturms und droht abzustürzen. Manu bemerkt die Notlage des Jungen und fängt ihn auf, als er sich nicht mehr halten kann. Die beiden Frauen kommen miteinander ins Gespräch; Manu erzählt, dass sie früher als Erzieherin gearbeitet hat.
Als Nika am Tag darauf händeringend nach einer Betreuung für Leon und ihre acht Monate alte Tochter Clara sucht, ruft sie nach etlichen Absagen schließlich Manu an, die sich spontan bereit erklärt, für einige Stunden auf die Kinder aufzupassen. Nika ist begeistert, wie gut sich Leon mit Manu versteht und lädt die junge Frau ein, zum Abendessen zu bleiben. Als Nikas Mann Tom, der in der Logistikbranche arbeitet, nach Hause kommt, wird ihm Manu von seiner Frau bereits als neue Babysitterin vorgestellt.
In den folgenden Wochen genießen Nika und Tom die Freiräume, die sich dank Manus Unterstützung ergeben. Bei einem romantischen Abendessen in einem eleganten Restaurant eröffnet Nika ihrem Mann, dass sie früher als geplant wieder voll in den Beruf einsteigen will. Ihre Chefin hat ihr bereits zugesagt, sie in Vollzeit einzustellen. Tom reagiert zunächst skeptisch, was zu einem Streit führt; letztendlich endet der Abend jedoch harmonisch.
Während sich Nika und Tom zunehmend auf Manu verlassen, ahnt der Zuschauer bereits, dass mit der jungen Frau etwas nicht stimmt. In der Auftaktsequenz in einer Tiefgarage flüchtet Manu vor einem Mann, der ihr nachstellt; später wird sie an einer nächtlichen Bushaltestelle von einer Frau erkannt und gibt vor eine Andere zu sein („Sie verwechseln mich mit jemandem“). Sie glaubt verfolgt zu werden, Anrufe auf ihrem Mobiltelefon ängstigen sie, sie weint in der Dusche. Ihre Wohnung in einem gesichtslosen Hochhaus ist kahl und trist.
Da Nika beruflich viel unterwegs ist, übernimmt Manu im Familienalltag mehr und mehr die Rolle der Mutter. Besonders zwischen Leon und Manu entwickelt sich ein sehr inniges Verhältnis, während seine Schwester Clara für Manu kaum von Interesse zu sein scheint. Weil Nika einen wichtigen Termin wahrnehmen muss, begleitet Manu Tom und die Kinder schließlich während eines Kurzurlaubs. Als Nika am Abend jedoch überraschend in dem Burghotel auftaucht, da ihr Termin viel kürzer war, als erwartet, ist Manu plötzlich überflüssig. In Tränen aufgelöst fährt sie mit Nikas Auto zurück nach Hause, wo sie jedoch von dem Mann abgepasst wird, der sie verfolgt. Sie flüchtet durch die Tiefgarage, verletzt sich dabei im Gesicht, kann ihm aber knapp entkommen (es handelt sich um dieselbe Szene, die anfangs bereits gezeigt wurde). Manu sucht Zuflucht im Haus der Wagners, für das sie inzwischen einen eigenen Schlüssel hat. Sie schläft im Ehebett, trägt Nikas Nachtwäsche, durchstöbert Regale und Schubladen. Sie wähnt sich in Sicherheit, wird jedoch von den Wagners überrascht, die früher als geplant von ihrem Kurztrip zurückkehren, da Clara Fieber bekommen hat.
Besonders Tom reagiert empört und aufgebracht, weil Manu sich heimlich in das Haus der Familie eingeschlichen hat. Nika jedoch solidarisiert sich mit Manu, als die erzählt, dass sie auf der Flucht vor ihrem Ex-Freund Stephan sei, der sie körperlich angegriffen habe; sie will Manu sogar bei sich aufnehmen. Tom verlangt, dass Manu Stephan anzeigt. Statt jedoch Anzeige zu erstatten, verlässt Manu die Polizeiwache gleich wieder. Tom ist nicht glücklich darüber, dass Manu nun auch noch bei ihnen wohnt, er macht sich Sorgen um die Kinder. Für Nika hingegen ist es ausgeschlossen, Manu in dieser Situation im Stich zu lassen. Obwohl Nika sich derart für Manu einsetzt, manipuliert Manu Leon und distanziert ihn mehr und mehr von seiner Mutter. Als Manu schließlich eine Martins-Laterne, die Nika für Leon gebastelt hat, einfach wegwirft und eine neue, andere Laterne bastelt, kommt es zum Eklat. Nika stellt Manu zur Rede und ist über deren patzige Antwort („Aber du bist nie da!“) so wütend, dass sie Manu rauswirft und den Hausschlüssel zurückfordert.
Während Nika nach einer neuen Kinderbetreuung sucht und von Tom wegen des plötzlichen Rauswurfs kritisiert wird, leidet Manu in ihrer Wohnung sehr, weil sie von Leon getrennt ist. Auch Leon vermisst Manu sehr. Schließlich entführt Manu den Jungen vom Spielplatz und fährt mit ihm zu einem Aussichtsturm im Wald. Nika sucht inzwischen verzweifelt nach Leon und ahnt, dass Manu ihn gekidnappt hat. In Manus Wohnung trifft sie auf Stephan, der ihr erklärt, dass Manu krank sei und Hilfe brauche. Stephan ist der Vater ihres gemeinsamen Sohnes Lukas, der vor einem halben Jahr tödlich verunglückt ist. Er ist kein gefährlicher Stalker, sondern Manus besorgter Ehemann.
In Manus Kopf verschwimmen derweil die beiden Jungen zu einer Person, sie kann nicht mehr zwischen Wirklichkeit und Wunschtraum unterscheiden. Sie hatte ihrem Sohn Lukas versprochen ein Modellflugzeug fliegen zu lassen, es aber immer wieder aufgeschoben. Nun steigt sie mit Leon auf den bedrohlich hohen Turm, um das Versprechen einzulösen. Leon bekommt Angst, was Manu jedoch nicht wahrnimmt. Mit Stephans Hilfe gelangen Nika und Tom zu dem Aussichtsturm und können Manu dazu bewegen, Leon gehen zu lassen. Stephan bittet Manu zu ihm zurückzukommen. Die letzte Einstellung des Films zeigt den Modellflieger, der durch die Luft segelt. Stephan und Manu schauen ihm nach.

## Produktion
Produziert wurde In falschen Händen von Uli Putz (Claussen+Putz Filmproduktion) im Auftrag des ZDF (Redaktion: Esther Hechenberger). Die Dreharbeiten dauerten 25 Tage und fanden im Herbst 2021 in München, im Ebersberger Forst und auf Schloss Egg statt.

## Rezeption
Die Frankfurter Allgemeine Zeitung bezeichnete In falschen Händen als „Umkehrung der üblichen Psychopathen-Narration“ und als physiognomischen Film, der beinahe gänzlich in der fein abgestuften Mimik eines einzigen Gesichts und in dessen ruhelos miteinander ringenden Zügen aufginge: „Die Kamera von Rebecca Meining begibt sich auf Abenteuerreise auf diesem Antlitz, zoomt noch näher heran, bis allein die Augen die gesamte Dramatik zu tragen haben. Konzentrierter geht es nicht.“ Regisseur Mark Monheim, Drehbuchautor Holger Joos und natürlich den Darstellern, allen voran Katharina Schlothauer, sei „ein souveränes, von innerer Spannung lebendes Drama gelungen“, das in der „eher unspektakulären, früh angedeuteten Erklärung der Vorgänge noch nicht seine Auflösung findet“.
Rainer Tittelbach lobte das „großartige Schauspielertrio“ und die „außergewöhnlich gute Inszenierung“ und fühlte sich nicht erst beim Finale des Films an Alfred Hitchcocks Vertigo – Aus dem Reich der Toten erinnert: „Ein traumatisierter Mensch modelt sich sein Leben und die Menschen zurecht. Ähnlich wie beim Meister wird auch in In falschen Händen die seelisch angeknackste Person nicht zum Hassobjekt. Im Gegenteil.“
Der Münchner Merkur meinte „der bis zur letzten Minute spannende Thriller“ erinnere an „legendäre US-Filme wie Die Hand an der Wiege, Storys um bösartige Kindermädchen oder Geschichten von Verfolgern, die keine Grenzen kennen.“
TV Spielfilm nannte den Film einen „subtilen, geschickt konstruierten Elternalbtraum“ und konstatierte, dass Monheim und Joos „raffiniert mit den Erwartungen spielen und behutsam Beklemmung aufbauen“. Besonders Schlothauers schauspielerische Leistung wurde hervorgehoben: „Die komplexe Zeichnung der Bedrohung Manu, intensiv gespielt von Katharina Schlothauer, sorgt zusätzlich für Spannung.“
Die Augsburger Allgemeine sah in dem Film „eine Abwechslung von den üblichen Krimis, die die Prime-Time so oft beherrschen.“ Der Zuschauer wisse zwar den ganzen Film über, „dass mit der Hauptfigur etwas nicht stimmt. Doch was sie genau will, was ihre Motivation ist, all das ist unklar.“ Mit genau dieser Ungewissheit spiele In falschen Händen.
Das Hamburger Abendblatt meinte „Regisseur Mark Monheim gelingt der Spagat zwischen den Genres. Er inszeniert spannend, wie sich die Familiensituation zuspitzt.“ Auch wenn das Drehbuch die Zuschauer fast ein wenig zu offensichtlich auf eine falsche Fährte lenken wolle, hebe sich der sehenswerte Film angenehm von üblichen Krimi-Formaten ab.
Tilmann P. Gangloff stellte auf evangelisch.de fest, „es sei vor allem die Erwartung, dass irgendwas Schlimmes passieren wird, der dieses Drama seine hintergründige Spannung verdankt“. Da die Inszenierung die Handlung auch dank gezielt eingesetzter kleiner Schockelemente in der Schwebe halte, „könnte sich In falschen Händen in alle möglichen Richtungen entwickeln“. Sehenswert sei der Film allein schon wegen des Trios Schlothauer/Ferydoni/Stetter, ungleich bemerkenswerter sei aber die Arbeit des Regisseurs mit dem sechsjährigen Sole Inan Aktas: „Der lebhafte Lockenkopf agiert völlig natürlich, auch die emotionale Nähe zu den beiden „Müttern“ steht nie außer Frage.“
Kritischer urteilte Oliver Armknecht auf film-rezensionen.de, der den Film unausgewogen fand: „Das bedeutet nicht, dass In falschen Händen damit schlecht wäre. Die TV-Produktion holt nur viel zu wenig aus dem Szenario heraus, bleibt sowohl als Drama wie auch als Thriller unter den Möglichkeiten.“

## Einschaltquote
Die Erstausstrahlung am 12. September 2022 verfolgten 3,96 Millionen Zuschauer, was einem Marktanteil von 15,1 Prozent entsprach.